# بخش بس-تر
بخش بس-تر (به فرانسوی: Arrondissement de Basse-Terre) یک بخش در فرانسه است که در گوادلوپ واقع شده‌است.